# Kelč
Kelč (en allemand : Keltsch) est une ville du district de Vsetín, dans la région de Zlín, en Tchéquie. Sa population s'élevait à 2 686 habitants en 2024.

## Géographie
Kelč est arrosée par la rivière Juhyně et se trouve à 21 km au nord-ouest de Vsetin, à 31 km au nord-est de Zlín, à 50 km au sud-ouest d'Ostrava et à 252 km à l'est-sud-est de Prague.
La commune est limitée par Horní Těšice, Dolní Těšice et Zámrsky au nord, par Milotice nad Bečvou et Hustopeče nad Bečvou au nord-est, par Kladeruby et Police à l'est, par Kunovice et Komárno au sud, et par Provodovice et Rouské à l'ouest.

## Histoire
La première mention écrite de la localité date de 1131.

## Administration
La commune se compose de six sections :
- Babice
- Kelč-Nové Město (nouvelle ville)
- Kelč-Staré Město (vieille ville)
- Komárovice
- Lhota
- Němetice

## Personnalités
- Vojtěch Jasný (1925-2019), réalisateur et scénariste
- Jaroslav Křička (1882-1969), compositeur